# (6303) 1989 EL2
1989 إي أل 2 (ويعرف أيضًا باسم (6303) 1989 إي أل 2 وفق تسمية الكوكب الصغير) (بالإنجليزية: 1989 EL2)‏ هو كويكب ضمن حزام الكويكبات؛ وترتيبه 6303 من حيث الاكتشاف.
اكتُشف هذا الجُرم الفلكي بواسطة هيروشي كانيدا في 12 مارس 1989.

## وصلات خارجية
- (6303) 1989 EL2 في قاعدة بيانات مختبر الدفع النفاث لأجرام النظام الشمسي الصغيرة

- الاكتشاف · مخطط المدار ·  العناصر المدارية · المعلمات المادية

- (6303) 1989 EL2 على موقع ويكي سكاي: DSS2, SDSS, GALEX, IRAS, Hydrogen α, X-Ray, Astrophoto, Sky Map, Articles and images